# Trasporti in Guinea

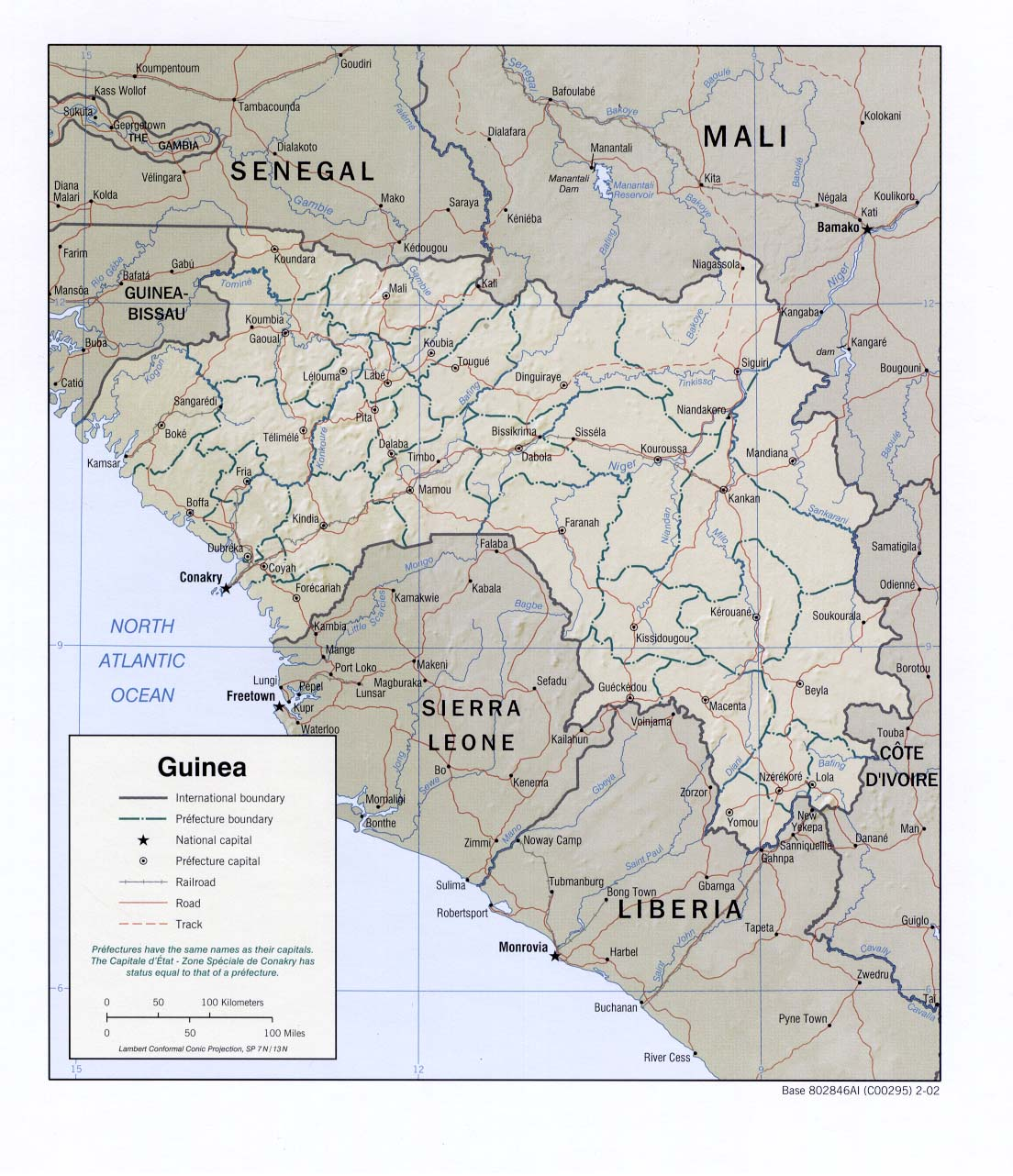
Guinea: carta geopolitica con rete stradale e ferroviaria

.

## Trasporti su rotaia

### Rete ferroviaria
In totale: 1.086 km di linee ferroviarie, non tutte connesse fra loro (dati 2000)
- scartamento normale (1435 mm): 279 km
- scartamento ridotto (1000 mm): 807 km, 662 dei quali appartengono ad una ferrovia merci che collega Kankan a Conakry
- Collegamento a reti estere contigue
  - assente: Guinea-Bissau (mancanza di ferrovie)
    - con cambio di scartamento 1000/1435 e 1067 mm: Liberia
    - con stesso scartamento: Costa d'Avorio e Senegal.

### Reti metropolitane
Tale nazione non dispone nemmeno di sistemi di metropolitana.

### Reti tranviarie
Anche il servizio tranviario è assente.

## Trasporti su strada

### Rete stradale
Strade pubbliche: in totale 30.500 km (dati 1996)
- asfaltate: 5.033 km
- bianche: 25.467 km.

### Reti filoviarie
Attualmente in Guinea non esistono filobus. 

### Autolinee
Nella capitale, Conakry, ed in poche altre zone abitate della Guinea, operano aziende pubbliche e private che gestiscono i trasporti urbani, suburbani ed interurbani esercitati con autobus.

## Idrovie
La Guinea dispone di 1.295 km di acque navigabili (dati 1996).

### Porti e scali
- Boké, Conakry e Kamsar.

## Trasporti aerei

### Aeroporti
In totale: 15 (dati 1999)
a) con piste di rullaggio pavimentate: 5
- oltre 3047 m: 1
- da 2438 a 3047 m: 1
- da 1524 a 2437 m: 3
- da 914 a 1523 m: 0
- sotto 914 m: 0

b) con piste di rullaggio non pavimentate: 10
- oltre 3047 m: 0
- da 2438 a 3047 m: 0
- da 1524 a 2437 m: 5
- da 914 a 1523 m: 4
- sotto 914 m: 1.